# Dworzec (obwód grodzieński)
Dworzec (biał. Дварэц, Dwarec) – wieś (dawniej miasteczko) w rejonie zdzięcielskim obwodu grodzieńskiego Białorusi. Miejscowość położona jest na południowy zachód od Nowogródka nad rzeką Mołczadzią.

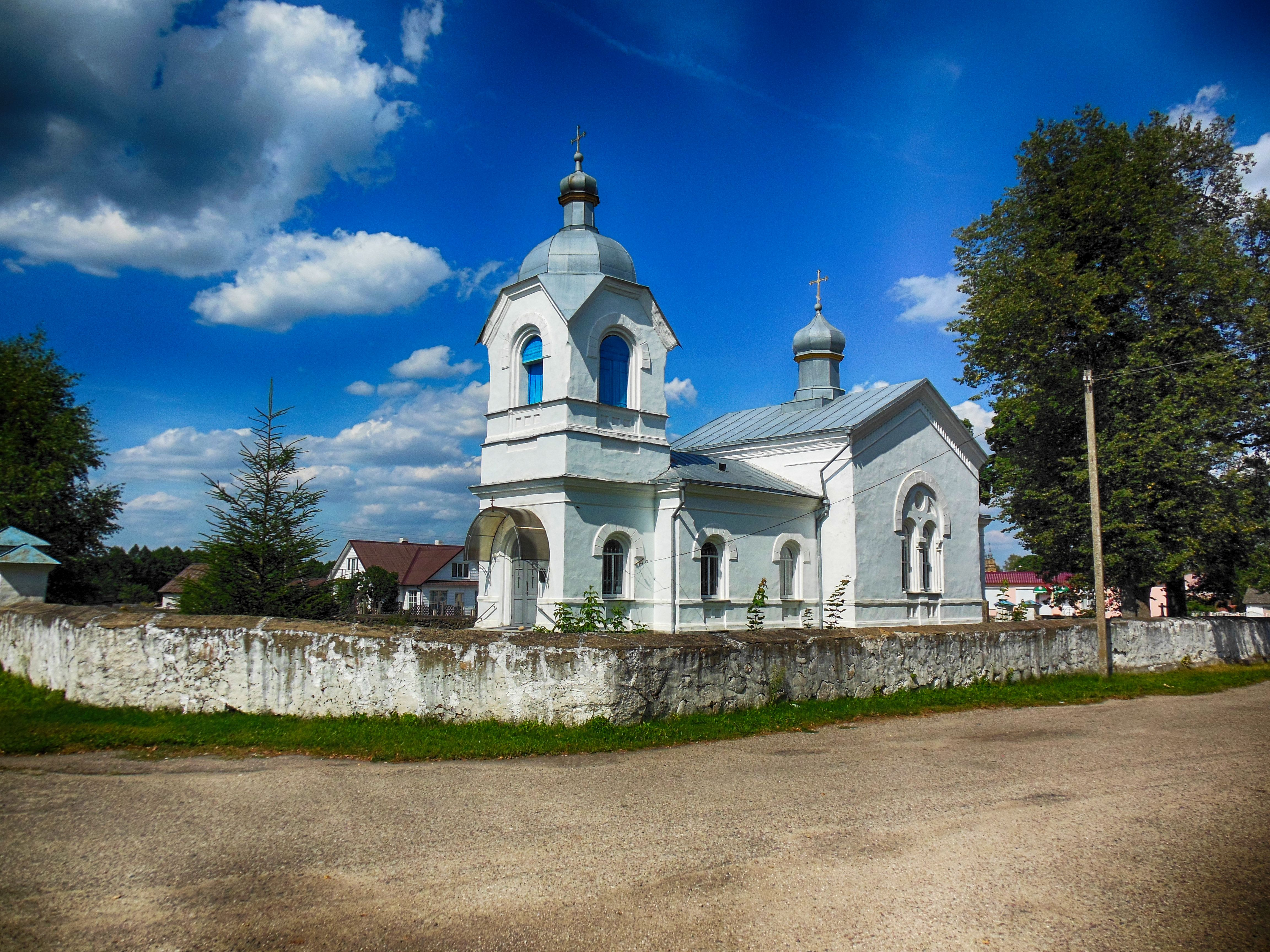
Cerkiew Opieki Matki Bożej

Prywatne miasto szlacheckie położone było w końcu XVIII wieku w powiecie nowogródzkim województwa nowogródzkiego.
Siedziba parafii prawosławnej i rzymskokatolickiej. Znajdują się tu cerkiew pw. Opieki Matki Bożej, kościół pw. św. Antoniego z Padwy, a także przystanek kolejowy Dworzec, leżący na linii Równe – Baranowicze – Lida – Wilno.

## Historia
W 1878 r. miejscowość liczyła 625 mieszkańców.
15 kwietnia 1919 roku zgrupowanie Wojska Polskiego pod dowództwem mjr. Leona Zawistowskiego odbiło Dworzec z rąk bolszewików. Za II Rzeczypospolitej miejscowość należała do powiatu nowogródzkiego w województwie nowogródzkim. W Dworcu znajdował się pałac właścicieli majątku oraz drewniany kościół katolicki pw. Bożego Ciała z 1516 r. fundacji Mikołaja Kieżgajły. Dworzec stanowił parafię katolicką dekanatu słonimskiego.
Podczas okupacji hitlerowskiej, we wrześniu 1941 roku Niemcy utworzyli getto dla żydowskich mieszkańców. Przebywało w nim około 3000 osób. W grudniu 1942 roku Niemcy zlikwidowali getto, a Żydów zamordowano w okolicach miasta. Sprawcami zbrodni byli niemieccy i litewscy żołnierze z SS. 